# کفرگویی

مجازات کشورها برای کفرگویی
آزاد
محدودیت مکانی
منع
مجازات زندان
مجازات مرگ

کفرگویی یا توهین به مقدسات شامل اقداماتی است که توهین به خدا، ادیان، شخصیت‌های مقدس در مذاهب مختلف را مَدِّ نظر دارد.

## مسیحیت
مسیحیت، توهین به مقدسات را محکوم می‌کند. در انجیل مرقس ۳:۲۹ توهین به روح‌القدس گناهی نابخشودنی و ابدی دانسته شده است. توهین به مقدسات به عنوان جدی‌ترین گناه توسط کلیساها و شاخه‌های مختلف مسیحیت محکوم شده است.
انگیزیسیون، مَحکمه‌های بازجویی دینی و دادگاه‌های تفتیش عقاید بود که در سده سیزدهم میلادی توسط پاپ گرگوری نهم بنیان نهاده شد و در آن افرادی که متهم به جرایم مذهبی از جمله «الحاد» و «کفرگویی» بودند، محاکمه می‌شدند.
در سدهٔ ۱۸ میلادی، محکمه‌های تفتیش عقاید در اغلب کشورها و قلمروهای اروپایی برچیده شد و در اسپانیا، ناپلئون بناپارت آن را از میان برد.
انگلستان تنها کشوری در سرتاسر قاره اروپا بود که در آن محکمه‌های انگیزیسیون تسلط پیدا نکرد. آخرین اعدام در بریتانیا به دلیل کفرگویی و توهین به مقدسات در سال ۱۶۹۷ اتفاق افتاده است.

## اسلام
در اسلام، توهین به محمد، پیامبر اسلام و خاندانش کفرگویی تلقی می‌شود و فردی که چنین «جُرمی» مرتکب شود، در بسیاری از کشورهای اسلامی با مجازات اعدام روبه‌رو می‌شود. در تاریخ نیز نمونه‌هایی از اعدام موجود است مانند منصور حلاج.